# 利澤德 (亞利桑那州)
利澤德（英語：Lizard）是位於美國亞利桑那州馬里科帕縣的一個聚居地。該地的面積和人口皆未知。

## 地理
利澤德的座標為33°38′07″N 112°20′43″W / 33.63528°N 112.34528°W，而該地的平均海拔高度為363米（即1191英尺）。